# Murrurundi
Murrurundi – miasto w Australii, w stanie Nowa Południowa Walia.